# Worlds on Fire
Worlds on Fire è il primo EP del cantante olandese Duncan Laurence, pubblicato il 13 maggio 2020.

## Tracce
1. Beautiful – 4:17 (Bradley Richard Mair, Duncan Laurence, Martin Konijnenburg, Tom Martin)
2. Yet – 3:01 (Duncan Laurence, Lodewijk Martens, Matthijs De Ronden, Will Knox)
3. Arcade – 3:03 (Duncan Laurence, Joel Sjöö, Will Knox, Wouter Hardy)
4. Someone Else – 3:04 (Bram Inscore, Brett McLaughlin, Duncan Laurence, Jonny Price, PJ Harding)
5. Love Don't Hate It – 2:51 (Duncan Laurence, Michelle Buzz, Robert Gerongco, Sam Farrar, Samuel Gerongco)

## Classifiche
| Classifica (2020) | Posizione massima |
| ----------------- | ----------------- |
| Paesi Bassi       | 60                |